# Comuna Kraskivske, Ripkî
Kraskivske (în ucraineană Красківське) este o comună în raionul Ripkî, regiunea Cernihiv, Ucraina, formată din satele Kraskivske (reședința) și Ubijîci.

## Demografie
Componența lingvistică a comunei Kraskivske
     Ucraineană (98,59%)
     Rusă (1,13%)
     Alte limbi (0,28%)
Conform recensământului din 2001, majoritatea populației comunei Kraskivske era vorbitoare de ucraineană (98,59%), existând în minoritate și vorbitori de rusă (1,13%).